# Heinz Assmann (polityk)
Heinz Assmann (ur. 19 lipca 1931) – niemiecki polityk należący do Socjaldemokratycznej Partii Niemiec (SPD).
Od 4 listopada 1980 do 29 marca 1983 był deputowanym do Bundestagu z ramienia SPD. Wybrany z list w Nadrenii Północnej – Westfalii.